# Sportclub Neusiedl am See 1919
Lo Sportclub Neusiedl am See 1919, detto comunemente SC Neusiedl am See è una società calcistica austriaca con sede a Neusiedl am See. Gioca le partite casalinghe allo Sportzentrum Neusiedl, e milita nella Regionalliga, terza divisione del campionato austriaco di calcio. I colori sociali sono il verde e il bianco.

## Rosa 2020-2021
Aggiornata al 1 dicembre 2020
| N. |                     | Ruolo | Calciatore        |
| -- | ------------------- | ----- | ----------------- |
| 1  | Austria (bandiera)  | P     | Martin Kraus      |
| 2  | Austria (bandiera)  | D     | Johannes Haider   |
| 5  | Austria (bandiera)  | D     | Daniel Maurer     |
| 6  | Austria (bandiera)  | D     | Francis Bolland   |
| 7  | Austria (bandiera)  | C     | Patrick Kienzl    |
| 8  | Austria (bandiera)  | C     | Christoph Laaber  |
| 9  | Austria (bandiera)  | A     | Tobias Ulbing     |
| 10 | Austria (bandiera)  | C     | Patrick Uhlig     |
| 11 | Germania (bandiera) | C     | Sascha Steinacher |
| 12 | Austria (bandiera)  | D     | Markus Szegner    |
| 14 | Austria (bandiera)  | D     | Hazim Ibrahimovic |
| 15 | Austria (bandiera)  | C     | Leo Weinhandl     |

| N. |                        | Ruolo | Calciatore          |
| -- | ---------------------- | ----- | ------------------- |
| 16 | Austria (bandiera)     | A     | Sebastian Toth      |
| 17 | Austria (bandiera)     | D     | Maximilian Wodicka  |
| 18 | Austria (bandiera)     | C     | Franz Weber         |
| 19 | Austria (bandiera)     | D     | Patrick Sonnleitner |
| 20 | Austria (bandiera)     | A     | Niklas Sommerer     |
| 22 | Francia (bandiera)     | C     | Francis Enguelle    |
| 23 | Austria (bandiera)     | C     | Jan Feldmann        |
| 24 | Austria (bandiera)     | A     | Clemens Sommerer    |
| 26 | Austria (bandiera)     | C     | Kevin Glock         |
| 28 | Austria (bandiera)     | C     | Lukas Braunschmidt  |
| 33 | Italia (bandiera)      | P     | Alessio Orlando     |
| 99 | Afghanistan (bandiera) | C     | Masieh Kukcha       |